# Tabatinga, São Paulo
Tabatinga là một đô thị ở bang São Paulo của Brasil. 

## Địa lý
Đô thị này nằm ở vĩ độ 21º43'00" độ vĩ nam và kinh độ 48º41'15" độ vĩ tây, estando a uma altitude média de 490 m. Dân số năm 2004 ước tính là 14.117 người. 
Đô thị này có diện tích 366,456 km².

### Sông ngòi
- Sông São Lourenço
- Ribeirão São João
- Sông Jacaré-Guaçu

### Các xa lộ
- SP-331 - Vicinal Victor Maida

## Bản mẫu:Ver também
- Região Administrativa Central